# Both Directions at Once: The Lost Album
Both Directions at Once: The Lost Album é um álbum gravado pelo saxofonista John Coltrane que foi lançado no ano de 2018. As gravações, perdidas por décadas, ocorreram em 1963 durante a época do Coltrane's Classic Quartet (um dos seus quartetos).

## Gravações
Em 6 de março de 1963, Trane e o seu quarteto—incluindo o contrabaixista Jimmy Garrison, baterista Elvin Jones, e pianista McCoy Tyner—entraram no Van Gelder Studio em New Jersey e gravaram uma sessão que foi perdida por décadas depois que a sua gravação foi destruída pela Impulse Records por causa de problemas de espaço no estúdio. As sete músicas que compõem este álbum sobreviveram devido ao facto de Coltrane ter dado uma cópia à sua antiga mulher Juanita Naima. A edição padrão do álbum inclui uma gravação de cada faixa e outras edições mais completas contêm vários takes, incluindo, por exemplo, a faixa-título do Impressions.
A fita estava na posse da primeira mulher de Coltrane, Juanita Naima. Van Gelder fez uma cópia à parte das sessões para o saxofonista ouvir em casa. Depois de um leilão anunciou-se que artefactos relacionados iriam ser vendidos em 2005, a gravadora interveio para prevenir a venda das fitas e, depois, adiquirindo-as. O filho de Coltrane, Ravi Coltrane e o diretor da gravadora montaram o álbum com notas escritas por Sonny Rollins.

## Faixas
O álbum contém catorze faixas, divididas em sete por dois discos.
Disco um
1. "Untitled Original 11383" (Take 1)
2. "Nature Boy"
3. "Untitled Original 11386" (Take 1)
4. "Vilia" (Take 3) (baseado na "Vilja Song" de Franz Lehár da opreta Die lustige Witwe)
5. "Impressions" (Take 3)
6. "Slow Blues"
7. "One Up, One Down" (Take 1)

Disco dois
1. "Vilia" (Take 5)
2. "Impressions" (Take 1)
3. "Impressions" (Take 2)
4. "Impressions" (Take 4) – 3:40
5. "Untitled Original 11386" (Take 2)
6. "Untitled Original 11386" (Take 5)
7. "One Up, One Down" (Take 6)

## Staff

### O Quarteto de John Coltrane
- John Coltrane – líder de banda, composição, saxofone tenor, saxofone soprano
- Jimmy Garrison – contrabaixo
- Elvin Jones – bateria
- McCoy Tyner – piano

### Staffadicional
- Ravi Coltrane – compilador
- Ken Druker – compilador
- Rudy Van Gelder – mixing
- Sonny Rollins – notas do encarte